# Bagno Sultan Amir Ahmad
Il Bagno Sultan Amir Ahmad (Persiano: حمام سلطان امیراحمد, Hammam-e Sultan Amir Ahmad), noto anche come il Bagno Qasemi, è un bagno pubblico iraniano tradizionale a Kashan, Iran. 

## Storia
È stato costruito nel XVI secolo, durante il periodo safavide; tuttavia, lo stabilimento è stato danneggiato nel 1778 a seguito di un terremoto ed è stato rinnovato durante l'epoca Qajar. Il bagno pubblico ha preso questo nome da Imamzadeh Sultan Amir Ahmad, il cui mausoleo si trova nelle vicinanze.

## Caratteristiche
Il bagno ha una superficie di circa 1000 metri quadrati e si compone di due parti principali, Sarbineh (la sala di medicazione) e Garmkhaneh (la sala del bagno caldo). Sarbineh è una grande sala ottagonale, che ha una vasca ottagonale in centro separata da otto colonne dalla sezione esterna. Ci sono quattro pilastri nello Garmkhaneh, che rendono le stanze da bagno piccole tutt'intorno nonché la sezione di entrata per il Khazineh (camera da bagno finale) nel mezzo. L'interno dello stabilimento è decorato con piastrelle turchese e oro, intonaci, mattoni e quadri artistici. Il tetto è composto da molteplici cupole contenenti lenti convesse per fornire un'illuminazione sufficiente al bagno nascondendosi dall'esterno.
Un recente restauro ha portato alla luce il sarough originale, un tipo di gesso realizzato aggiungendo alla calce del latte, bianco d'uovo e farina di soia, che pare fosse più resistente del cemento.

## Galleria d'immagini

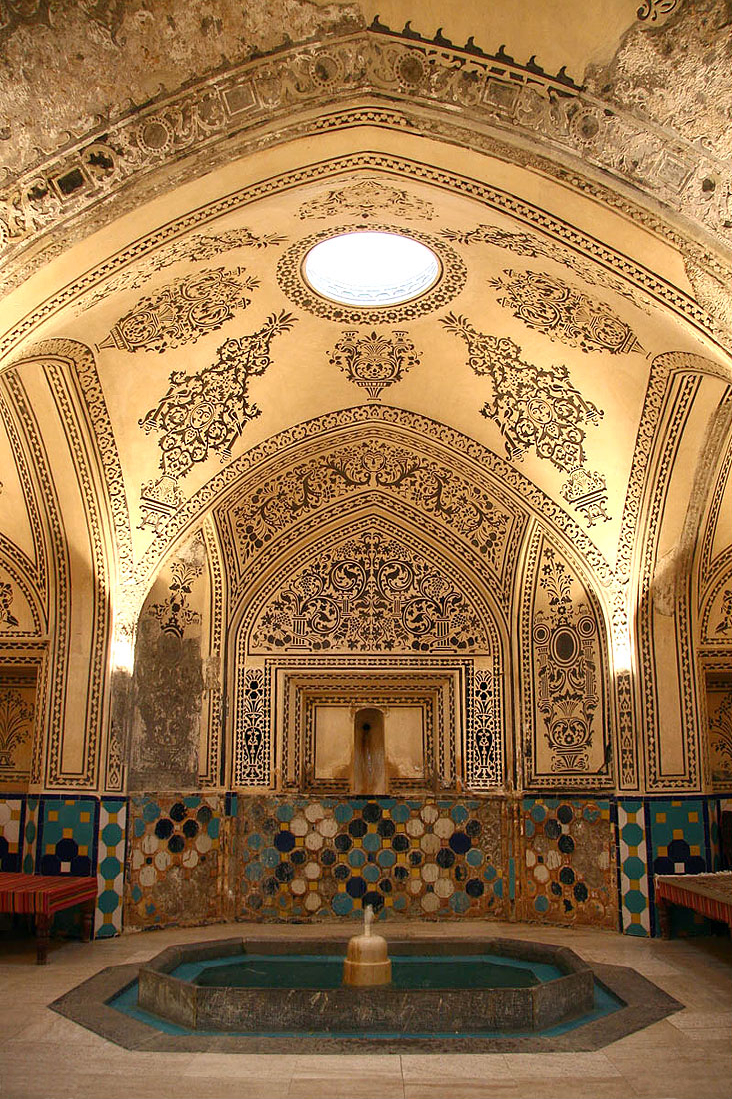
Decorazioni interne
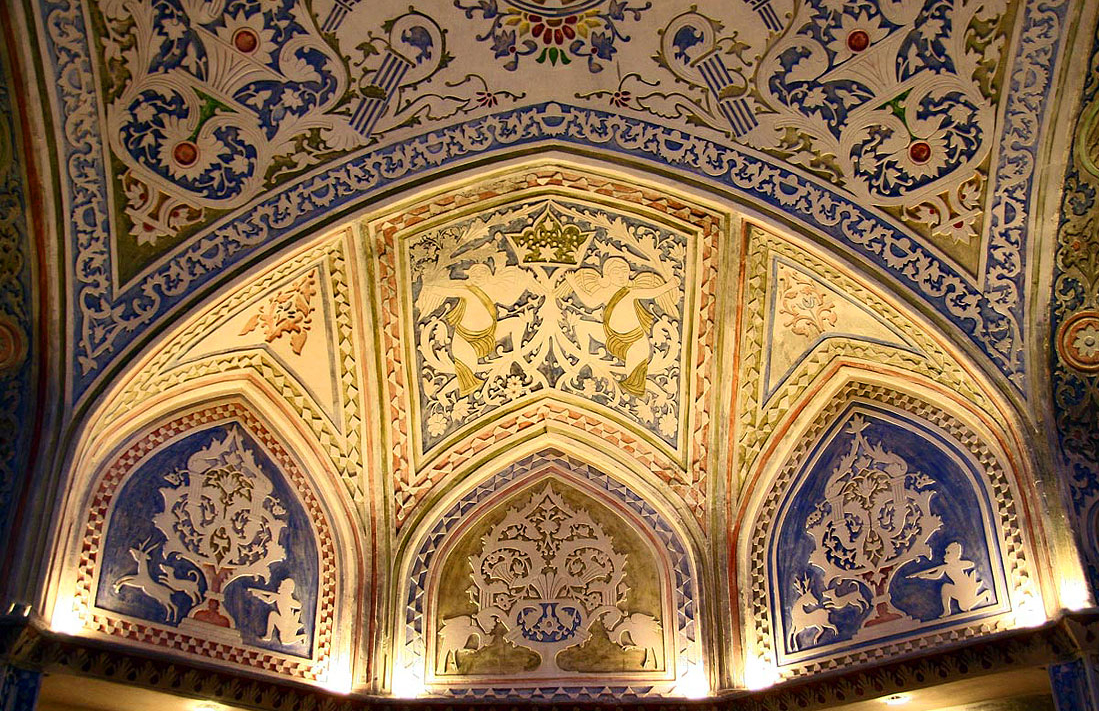
Decorazioni interne
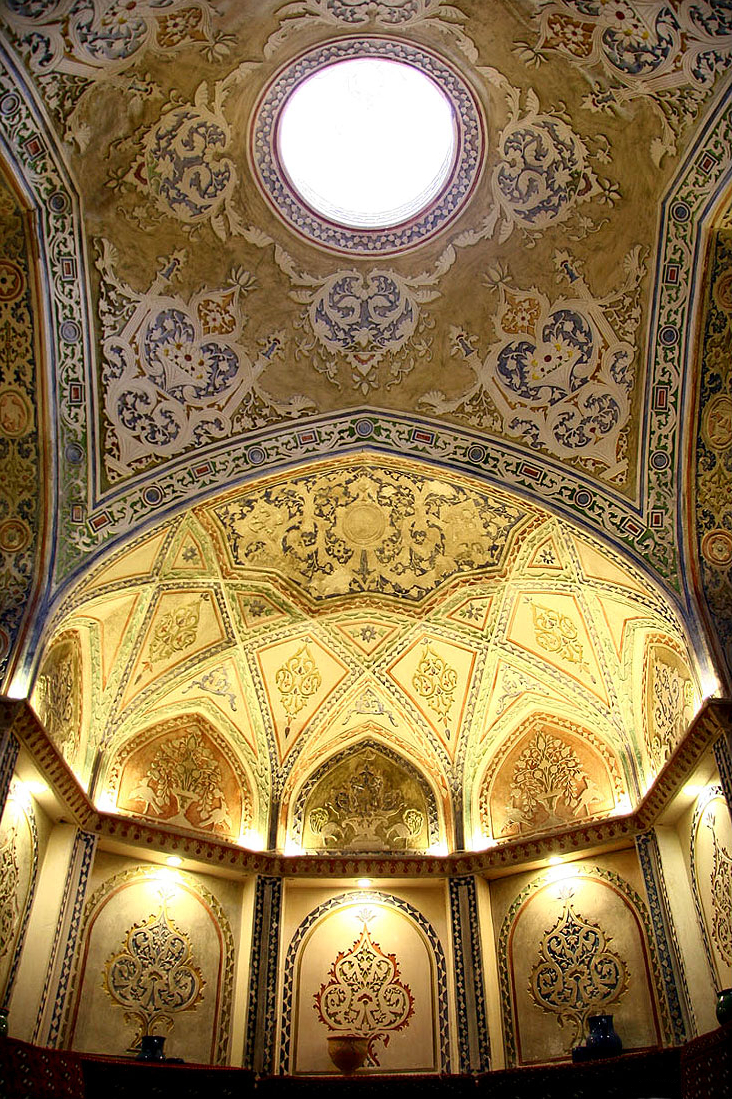
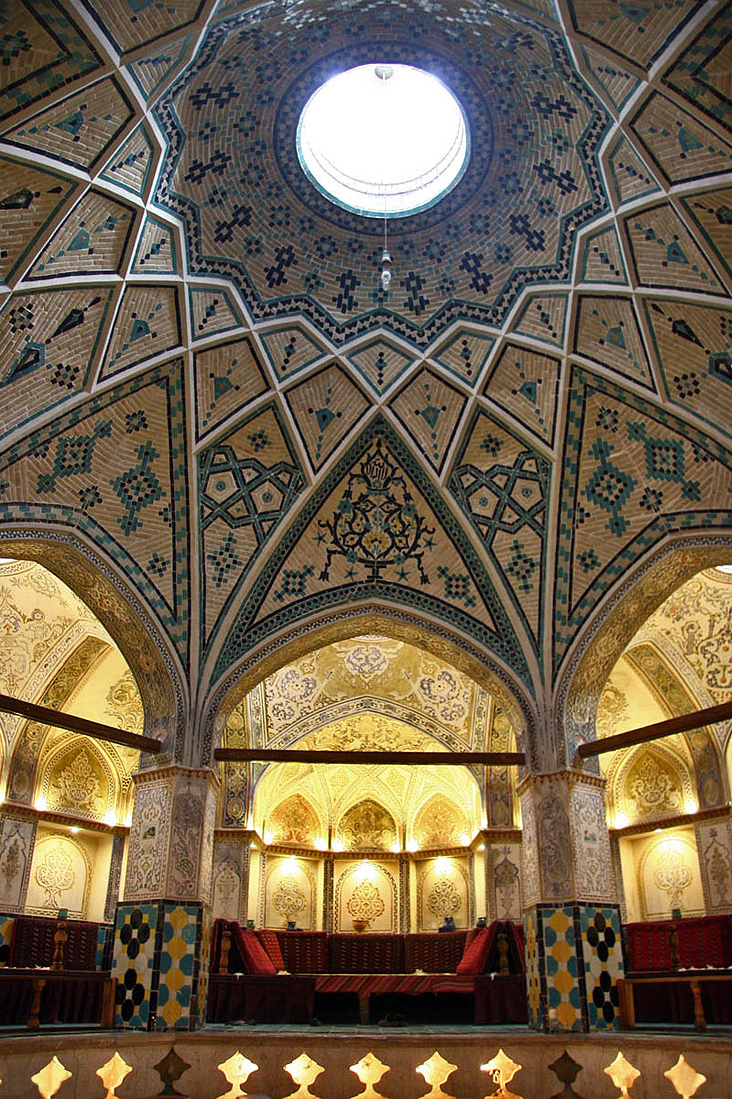
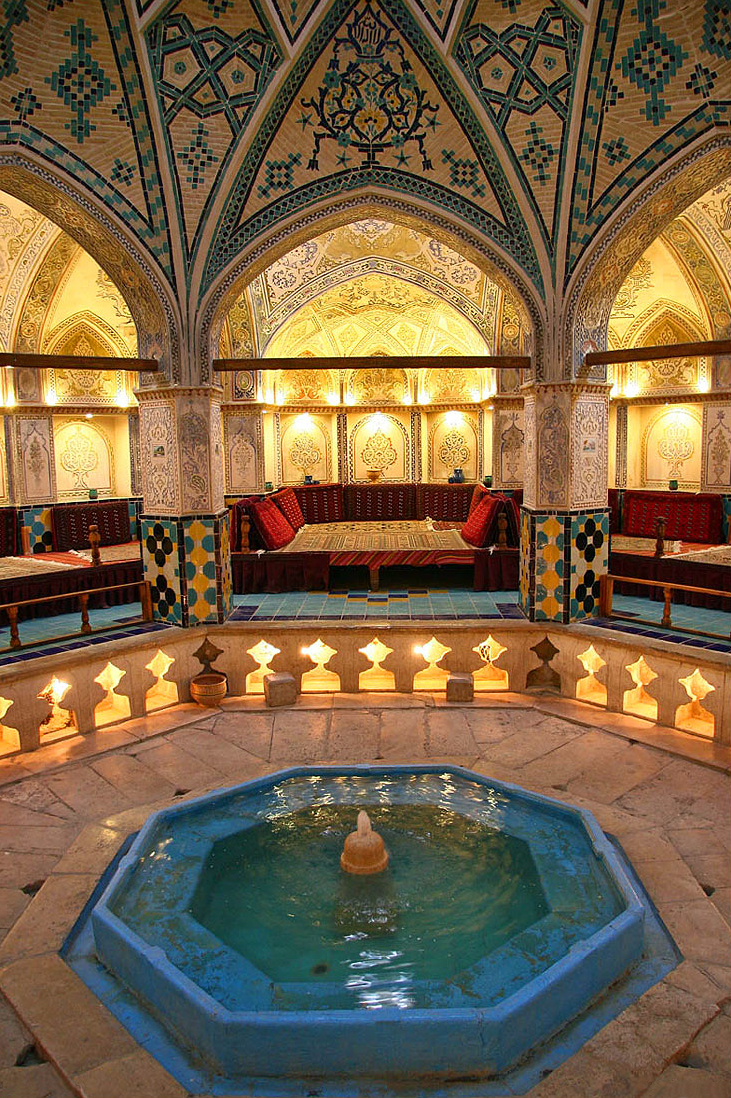
Parte del bagno è utilizzato come casa del te
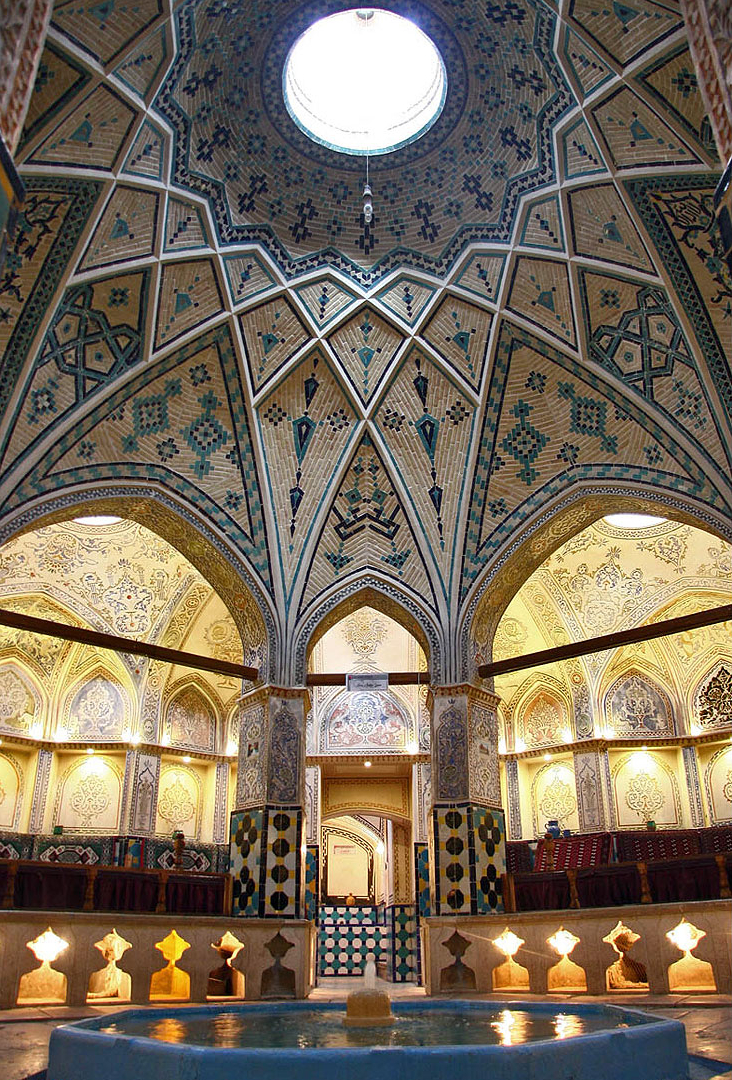
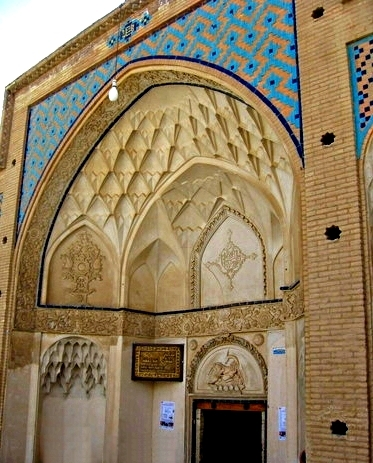
Ingresso
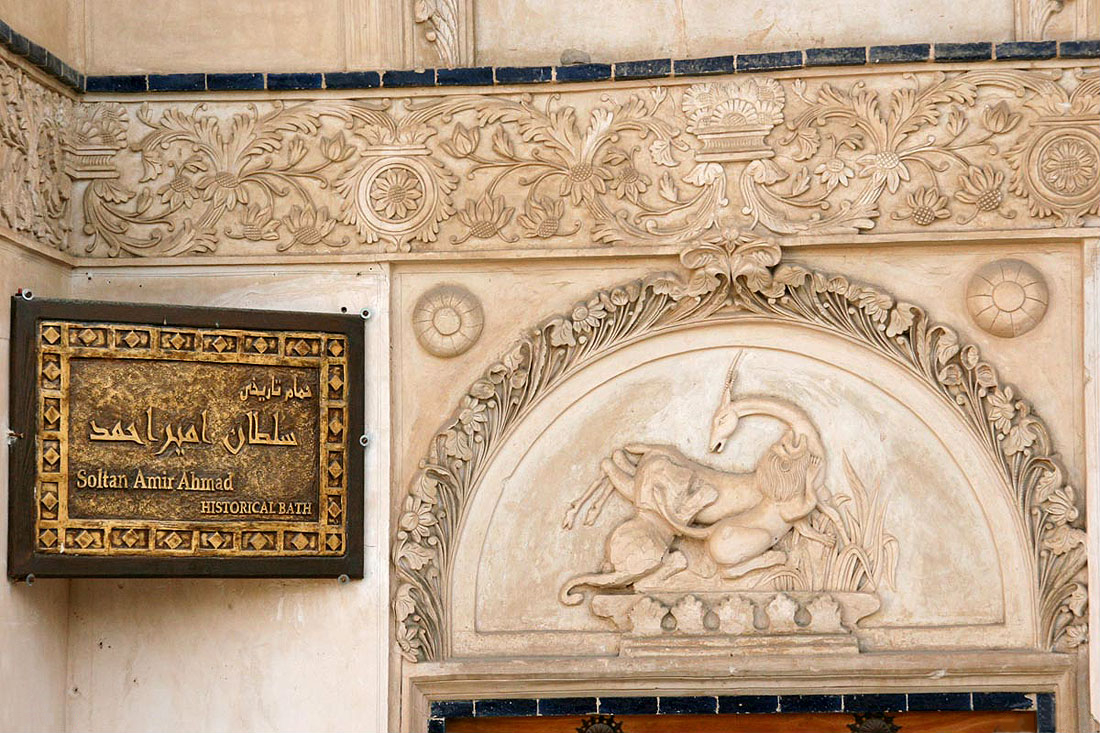
Pietra della porta d'ingresso
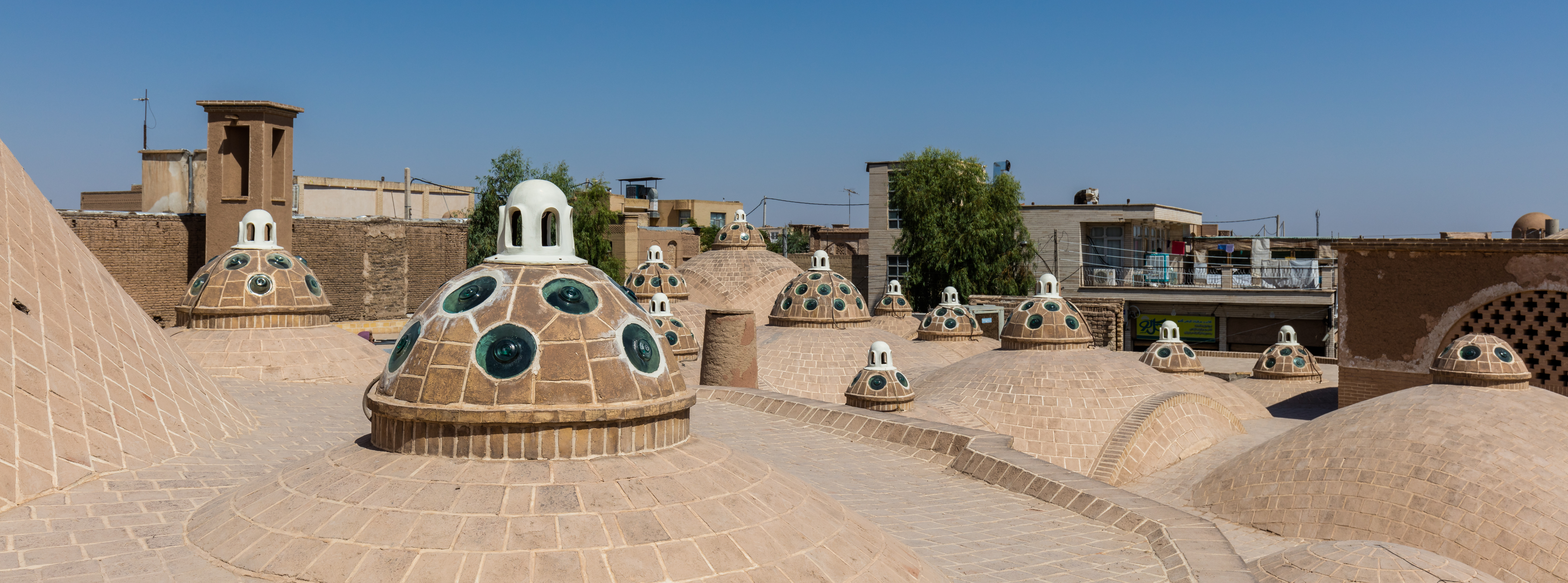
Tetto